# Большое Кибеево
Большое Кибеево (горномар. Йылейӓл) — деревня в Килемарском районе республики Марий Эл Российской Федерации. Входит в состав и является административным центром Большекибеевского сельского поселения.
Численность населения — 150 чел. (2010 год).

## География
Деревня находится в западной части республики в зоне хвойно-широколиственных лесов, на левом берегу реки Мусь, в 21 км на северо-восток от административного центра Килемарского района — пгт Килемары, на границе республики Марий Эл и Кировской области. На запад от деревни — Малое Кибеево.

### Климат
Климат характеризуется как континентальный, умеренно влажный. Среднегодовая температура воздуха — 3,3 °С. Средняя температура воздуха самого тёплого месяца (июля) — 18,9 °C (абсолютный максимум — 38 °C); самого холодного (января) — −12,4 °C (абсолютный минимум — −47 °C). Продолжительность устойчивых морозов в среднем 127 дней. Среднегодовое количество атмосферных осадков составляет 518 мм, из которых около 70 % выпадает в период с апреля по октябрь. Снежный покров держится в течение 156 дней.

## История
Считается, что деревня Большое Кибеево основана более 300 лет назад переселенцами с Волги (Йыл в марийском названии Йылейӓл переводится как Волга).
В 1931 году деревня вошла в состав Горномарийского района Марийской автономной области (до этого — в составе Санчурского района Кировской области, относилась к приходу церкви села Сметанино).
В 1933 году в деревне организована сельхозартель (позже — колхоз) «Пограничник». В 1952 году колхоз вошёл в состав объединённого хозяйства «Луч», в дальнейшем переименованного в колхоз «Светлый луч».
В 1935 году открылась изба-читальня со зрительным залом и сценой. Тогда же открылись фельдшерско-акушерский пункт и сберегательная касса.
В 1940 году деревня относилась к Большеломбенурскому сельсовету.

## Население
| 2010 |
| ---- |
| 150  |

## Инфраструктура
В деревне располагается администрация сельского поселения. Действует Кибеевская основная общеобразовательная школа, библиотека — филиал № 4 Килемарской ЦБС, фельдшерско-акушерский пункт, магазин.
С 1969 года в деревне установлен памятник в честь воинов, погибших в Великую Отечественную войну (скульптор — В. М. Корнеев).

## Транспорт
Автодороги 88 ОП МЗ 88Н — 04 001 «Килемары — Большое Кибеево», 88 ОП МЗ 88Н — 04 002 «Килемары — Большое Кибеево — Удюрма» и 88 ОП МЗ 88Н — 04 003 «Большое Кибеево — Коктуш» (Постановление Правительства Республики Марий Эл от 07.04.2008 N 85 (ред. от 21.07.2020) «Об утверждении перечня автомобильных дорог общего пользования республиканского значения Республики Марий Эл»).